# Sosny i mlecze w ogrodzie Szpitala Świętego Pawła
Sosny i mlecze w ogrodzie szpitala świętego Pawła (hol. Boomstammen in het gras, ang: Pine Trees and Dandelions in the Garden of Saint-Paul Hospital) – obraz olejny (nr kat.: F 676, JH 1970) namalowany przez Vincenta van Gogha na przełomie kwietnia i maja 1890 podczas jego pobytu w miejscowości Saint-Rémy. 

## Historia i opis
Od maja 1889 do maja 1890 Vincent van Gogh przebywał na dobrowolnym leczeniu w szpitalu psychiatrycznym Saint-Paul-de-Musole w Saint-Rémy. Okres ten był przeplatany atakami choroby, podczas których nie mógł on wychodzić na zewnątrz. W okresie pomiędzy połową lutego a końcem kwietnia 1890 stan jego zdrowia wydawał się poprawiać. Pod koniec kwietnia napisał do matki i siostry Willeminy:

Od paru dni jestem zajęty malowaniem trawiastego pola w pełnym słońcu, z żółtymi mleczami.

Namalowany obraz Vincent opisał następnie w liście do swojego brata Theo:

Praca idzie dobrze, namalowałem dwa płótna ze świeżą trawą w parku; jedno z nich jest bardzo proste. Oto jego odręczny szkic. Fioletowo-różowy pień sosny, potem trawa z białymi kwiatami i mleczami, krzaczek róży, a inne pnie drzew w tle, w górnej części płótna.

Sękate pnie drzew zostały oddane pociągnięciami pędzla w kolorze fioletowym, błękitnym i pomarańczowym, Obraz oglądany z pewnej odległości wygląda jak prawdziwy, a artyście udało się osiągnąć nawet poczucie szorstkości kory. Pnie drzew kontrastują z bladymi źdźbłami trawy, której subtelna zieleń została podkreślona przez kombinację błękitów i żółcieni. Delikatne kwiaty wydają się pochylać w stronę drzew, jakby poszukiwały ich ochrony. Sosny i mlecze to niezwykły obraz, ponieważ pole obserwacyjne ogranicza się tu do gruntu, a horyzont zniknął poza górną krawędzią płótna. 
Sztuka van Gogha w okresie, kiedy malował obraz, zmieniła się w sposób zauważalny; intensywną kolorystykę z okresu, kiedy przebywał on w Arles, zastąpiła bardziej subtelna paleta z większą uwagą zwróconą na przestrzeń i kształty. Wytyczoną przez van Gogha drogą podążyli w przyszłości malarze ekspresjonistyczni, jak Gustav Klimt czy Egon Schiele, tworząc obrazy przedstawiające ziemię, w której zaczyna się życie.